# Motorfahrzeugfabrik Roland Brandt
Motorfahrzeugfabrik Roland Brandt war ein deutscher Hersteller von Automobilen.

## Unternehmensgeschichte
Roland Brandt gründete 1908 in Berlin das Unternehmen zur Produktion von Automobilen, die 1907 begann. In dem Jahr übernahm er die Konkursmasse der Deutschen Motorfahrzeugfabrik GmbH. Der Markenname lautete Brandt. 1910 oder 1911 endete die Fahrzeugproduktion.

## Fahrzeuge
Das einzige Modell war ein Kleinwagen.

## Weitere Unternehmensgeschichte
Nach der Aufgabe der Fahrzeugproduktion konzentrierte sich das Unternehmen auf den Bereich Radiotechnik. 
Man firmierte in den ersten Radioinseraten von 1924 noch als Roland Brandt, Motorfahrzeugfabrik. Ab 1925 stand anstelle der Motorfahrzeugfabrik Fabrik für Radiotelefonie. 
1950 erfolgte die Umbenennung des Unternehmens in Roland Brandt, Gesellschaft für Radiotelefonie mbH.
Produkte der Firma Brandt Radiotelefonie sind letztmals im Rundfunk- und Fernsehkatalog 1954/55 zu finden, und zwar mit Modellen von 1953.